# エロマンガ先生
『エロマンガ先生』（エロマンガせんせい）は、伏見つかさによる日本のライトノベルおよびそれを原作としたメディアミックス作品。イラストは伏見つかさの前作『俺の妹がこんなに可愛いわけがない』と同様、かんざきひろが担当。電撃文庫（KADOKAWA）より2013年12月から	2022年8月にかけて刊行された。2020年6月時点でシリーズ累計部数は160万部を突破している。

## 概要
高校生でライトノベル作家でもある主人公は、部屋に引きこもる妹が自分の著書のイラストレーターであることを知る。部屋に籠る妹を外に連れ出そうとするホームドラマの側面と、作家・イラストレーターとしての夢を軸にした、兄妹ラブコメ作品である。特徴として、実在するライトノベル作品が作中に登場することが挙げられる。
本作品のテーマは「創作って面白い!」であり、「読書の思い出」（十年以上経っても鮮明に記憶している思い出・宝物）をサブテーマと位置づけている。そのため、背景設定は東京都足立区の五反野駅周辺の伏見つかさがかつて住んでいた地域であり、アニメ版では当時の街並みを再現しているという。
伏見つかさや担当編集らは本作の企画当初、メディアミックス展開を諦め、これをしない前提で書き始めたという。
メディアミックス展開は、rin作画によるコミカライズが『月刊コミック電撃大王』（KADOKAWA）で2014年7月号より連載され、2015年11月28日からニコニコ生放送で「多数決ドラマ」が配信。2016年3月10日にアニメ化が発表され、2017年4月より放送開始された。山田エルフを主役とした優木すず作画によるスピンオフ作品が『月刊コミック電撃大王』（KADOKAWA）で2018年9月号から2021年7月号まで連載。2018年11月12日開催のイベント「エロマンガFes」にてOVA制作が発表され、2019年1月16日にOVAが発売された。

### 他の伏見つかさ作品との繋がり
本作の時間軸は、『俺の妹がこんなに可愛いわけがない』の最終巻の直後という設定のシェアード・ワールドである。
小説第2巻の挿絵や第3巻の292頁では、『俺の妹がこんなに可愛いわけがない』のヒロイン、高坂桐乃らしき人物が描かれ、アキバBlogのインタビューでも指摘されている。
『俺の妹がこんなに可愛いわけがない』の作中作である『星くず☆うぃっちメルル』は本作でも登場し、同アニメ監督・脚本家なども登場する。
小説第11巻では、Webサイト『きりりんの恋愛♥人生相談室』の管理人として『俺の妹がこんなに可愛いわけがない』のヒロイン、桐乃が登場。同サイトのデザインは黒猫が担当であるという。
アニメ第8話では黒猫、五更日向が紗霧の見ていたテレビ番組のインタビューで登場。アニメ第11話では高坂京介、高坂桐乃、黒猫、沙織・バジーナが正宗と秋葉原（UDX前）ですれ違う形で登場する。

## あらすじ

### 第1巻「妹と開かずの間」
高校生であると同時に、「和泉マサムネ」のペンネームで活動するライトノベル作家でもある和泉正宗には、年齢的には中学生で、義理の妹になる和泉紗霧がいた。1年前の親の再婚によって兄妹となった2人だが、その後に起こった出来事が原因で、妹は学校にも通わず部屋に閉じこもる引きこもりとなっていた。だが正宗はある日、自分のライトノベルの挿絵を担当しているイラストレーター「エロマンガ先生」が、紗霧と同一人物であることに気がつく。
後日、別レーベルで活動している売れっ子ラノベ作家の少女山田エルフが、偶然和泉家の隣に引っ越してくる。エルフは、エロマンガ先生に自分の次回作のイラストレーターをやってもらいたいと考えていたが、正宗とエルフは話の流れで、ふたりのうちどちらの次回作が面白いかエロマンガ先生に判断してもらい、勝った側のイラストをエロマンガ先生に描いてもらうという賭けをする。また正宗は紗霧を見て、次回作で妹をヒロインにすると決断する。
そして正宗とエルフは、エロマンガ先生に見せる前に互いの原稿を読むが、その時点でエルフは正宗の小説を「紗霧に対するラブレター」と評して自分の負けを認め、また紗霧こそがエロマンガ先生であることに気がついた。正宗はこの原稿を小説を読ませるべく紗霧の部屋に乗り込んだところ、紗霧は「お隣さん」をイラストレーターだと勘違いし、正宗の次回作のイラストを担当するのではないかと恐れ、以前指摘されていた自分の絵の欠点を克服すべく特訓していた。正宗の小説を読んだ紗霧は、凄く面白いけど恥ずかしいのでこのままでは他の人には読ませられないと語ると共に、「私、好きな人がいるの」と正宗に告げる。
紗霧にフられたと思った正宗だが、彼は自分と紗霧で作ったラノベのアニメ版を、自分から部屋の外に出られるようになった紗霧と共に見るという夢を語り、それを聞いた紗霧は「二人の夢にしよう」と応える。

### 第2巻「妹と世界で一番面白い小説」
自分の担当編集に原稿を催促されているエルフが、和泉家に逃げ込んできた。紗霧はエルフと話すうちに彼女をモデルにしたキャラなどを描くが、正宗はそのキャラを小説に登場させることで原稿を修正しようと考え、またこの小説を出版するための企画書を完成させる。
6月、企画書を担当編集の神楽坂あやめに見せてGOサインをもらった正宗だが、超人気作家千寿ムラマサの新作出版が優先されたため、正宗の本が出版できるのは約1年後だと言われた。だが、どうしても早く新作を出して収入を得たいという正宗に対し神楽坂は、短編ラノベのコンペ『ラノベ天下一武闘会』という企画に正宗が参加し、優勝することで出版枠を得られるという話を持ちかけ、正宗は食いつく。だが、たまたまその場にいた別の若い女性作家が「私の夢」の邪魔だから正宗の「夢」を潰すために、自分も参加すると言い出す。その人物こそ千寿ムラマサであった。
ムラマサと正宗のやりとりをその場で見ていたエルフに、自分が苦手とする短編小説の書き方を教えてもらいながら正宗が原稿を修正していたところ、ムラマサ本人が紗霧家にやって来た。実はムラマサは、マサムネの「バトル系小説」のファンであり、彼が「ラブコメ小説」を書くという話を聞いたためこれを阻止しようとしたという。そして自分の収入で正宗と紗霧の生活を保障する代わりに、自分好みのバトル系小説を書き続ける専属小説家になってほしいと正宗にもちかけた。だが紗霧がムラマサに叫んだ「（正宗は）あげないっ！」という啖呵に正宗は背中を押され、あらためてムラマサと勝負することを選ぶ。
『ラノベ天下一武道会』の結果、和泉マサムネの新作『世界で一番可愛い妹』（以後『世界妹（セカイモ）』と表記）の単行本が、エロマンガ先生のイラスト付きで無事に9月に発売されることに決まった。また正宗はムラマサより、マサムネのラブコメ小説に対する賛辞を受け取る。

### 第3巻「妹と妖精の島」
『ラノベ天下一武道会』でムラマサ、正宗に次いで第3位の得票を得た新人作家の獅童国光より、同企画参加者のうちムラマサと獅童の本も結局出版されることが決まったため、皆で打ち上げをやりたいという提案が来たと、正宗はエルフより言伝される。
そして紗霧家で行われた打ち上げ中の話の流れで、後日にエルフの別荘にて『夏の取材&執筆合宿』が行われることになった。『世界妹』のイラストを集中して描くため頑張るからという紗霧に背中を押され、紗霧を家に残し正宗も参加を決める。皆は取材がてら浜辺で遊んだり、露天風呂に入ったり夕食を摂ったりして過ごす。その夜エルフは正宗をひとり呼び出し、自分は正宗のことが好きだと告白、また正宗もいずれ自分にプロポーズすると予言する。
翌日、正宗はムラマサに前日の話の中で約束した、完結した自分の小説の番外編小説を渡した。それを読み終えたムラマサは、正宗がムラマサのために面白い小説を書いてくれたおかげで、自分で自分のための小説を自分で書く必要はなくなったから、小説はもう書かないと言い出す。だが、以前よりムラマサが自分にファンレターを送ってきてくれていたことに気づいていた正宗は、ムラマサに感謝の言葉を告げるとともに、夢がひとつだけなんてもったいないと語る。そうするとムラマサは、正宗がムラマサの専属小説家になったわけではないのだから、足りない供給分は自分で書くしかないと、あっさり断筆を撤回。そして自分のもうひとつの夢として、さしあたって正宗に、自分のことを好きになってもらうと言い出した。
後日、紗霧の部屋に紗霧、正宗、エルフ、ムラマサがいたところ、紗霧のパソコンの画面に、エロマンガ先生がネットでお絵かき配信をしているときに使っているのとよく似たお面にパーカー姿の人物が現れる。そして自分こそが本物の「エロマンガ先生」だと名乗った。

### 第4巻「エロマンガ先生VSエロマンガ先生G」
“偽物”と区別するため『エロマンガ先生G（グレート）』を名乗ったその人物は、『エロマンガ先生』というイラストレーターには先代がおり、その人物が自分の絵の師匠だったこと、そして自分が『エロマンガ先生』の正当後継者だと語り、ペンネームを賭けてエロマンガ先生VSエロマンガ先生G マスク剝ぎデスマッチを紗霧に挑む。その後紗霧は正宗に『初代エロマンガ先生』から絵を教えてもらったこと、本人から許可をもらってペンネームを引き継いだことなどを語る。
ふたりの対決は神楽坂の手によって大きなイベントにされ、大々的にネット配信されることになった。実は『エロマンガ先生G』の正体は、エルフの小説で挿絵を描いている、ペンネームアルミことアメリア・アルメリアという少女だった。紗霧の絵の師匠である紗霧の母はアルミの絵の師匠でもあった。そしてふたりの対決を演出するため、色々と仕込んでいたのがエルフで、彼女は「強力なライバルが戦いを挑んでくる」という“最高のシチュエーション”を紗霧と正宗にプレゼントしたつもりいた。
勝負は、正宗の言葉に触発され奮起した『エロマンガ先生』こと紗霧の勝利で終わり、この配信の影響で『世界妹』も話題になって売り上げが上がって、コミカライズ企画が立ち上がったと、正宗は神楽坂より聞かされる。
帰宅した正宗は早速紗霧にコミカライズの話をすると、紗霧は「『世界妹』が大好きで、自分の絵柄にそっくりで、魅力的に女の子を描ける人」という条件を出し、それに当てはまる人物として、マンガも描いているアルミにコミカライズを依頼することにする。

### 第5巻「和泉紗霧の初登校」
12月のクリスマスパーティーや、2月のバレンタインデーなどを経て3月になったところ、和泉兄妹の保護者で、正宗にとっては叔母にあたる和泉京香が、「正宗と紗霧がふたりで暮らすことを許可する条件」を満たしているか確認するため和泉家にやってくる。正宗は自分の学校成績や作家としての収入を見せて、自分に課せられた「学業と仕事で一定の成果を出す」ことができていると証明したが、紗霧の条件である「引きこもりを改善すること」を見せるには準備が必要だと4月1日までの猶予をもらう。
そして4月1日、和泉家に正宗と紗霧の友人が集まり、和泉家のリビングで「疑似学校教室」が開かれ、辛そうな態度を見せながらもそこに紗霧が「登校」する姿が、京香の前で披露される。さらに皆によって、紗霧が引きこもり改善や勉強などで努力していること、今はこうして友人もいることなどが語られた。
一見冷ややかにその光景を眺めていた京香だったが、京香にとっては「部屋から出て、紗霧が自分と会話する」ことさえできれば合格であり、紗霧はとうにその条件を達成していた。かつて紗霧を無理矢理部屋から連れ出そうとして紗霧の引きこもりを悪化させたり、正宗と紗霧を引き離して生活させようとしたりしたことがある京香のことを、和泉兄妹は「敵」だと思っていたが、実際には京香は彼女なりに、和泉兄妹にとっての「幸せ」を考えており、必要ならばいつでも自分に甘えていいと言って帰っていく。

### 第6巻「山田エルフちゃんと結婚すべき十の理由」
4月中旬、正宗は『世界妹』のステージイベントが、出版社による『春の祭典』で行われると神楽坂より伝えられ、さらにエロマンガ先生が出演することになったと言ってきた。未だに引きこもりで、やっと家の中を歩き回れる程度になっただけの紗霧にそんなイベント出演は無理だと正宗は拒否。だが、これは決定事項で変えられないとする神楽坂は、影武者を用意しようと言い出した。
正宗は紗霧と相談し、エロマンガ先生の代役となる条件を満たす人物を考えた結果、京香に「甘えて頼む」ことにする。やむなく引き受けた京香は、どうにかエロマンガ先生を演じきった。
6月、ムラマサが原稿を送ってくれないから自分の代わりに取りにいってほしいと神楽坂に頼まれた正宗は、正宗と同様にムラマサの実家に興味津々のエルフ、そして紗霧（タブレットPCの回線経由）とともに千葉に行き、見事な日本邸宅を訪れる。ムラマサの父に追い返されそうになりながらも、正宗たちは千寿ムラマサこと本名・梅園花によってどうにか家に招き入れられる。ムラマサの父梅園麟太郎は、時代小説の大家として知られる人物だった。麟太郎は娘に小説家を続けさせたくないと思っていたため正宗たちを追い返そうとしたが、ムラマサが新刊の原稿を送らないのは別の理由で、雑誌企画で行われたリレー小説企画に正宗が参加した一方で、自分が呼ばれなかったため編集部に対しムラマサが怒っているからだが、リレー小説という企画自体ムラマサは嫌い、という面倒くさいものだった。
互いの長所を潰して足を引っ張り合うことになるだけのリレー小説に良いところなどひとつもないと言い切るムラマサに対し、試しにお遊びでいいから一度やってみようと正宗は提案。その結果、正宗、ムラマサ、エルフ、さらになんと麟太郎という4人によってリレー小説執筆が始まる。次の執筆作家へのキラーパス、無茶振りが横行する中、ムラマサはその状況や、“友達”が家に来てくれたことを心から楽しんでいた。
後日、編集部があるビルの大会議室に呼び出された正宗は、そこにずらりと大人たちが並んでいるのを目にする。そして『世界妹』のアニメ化が決定したと伝えられた。

### 第7巻「アニメで始まる同棲生活」
7月2日、編集部のビルの大会議室に集まったアニメスタッフと顔合わせした正宗は、その監督や脚本家が、紗霧が大好きなアニメ『星くず☆うぃっちメルル』を手がけていたことを、後から紗霧に聞く。だがシリーズ構成と脚本を担当する葵真希奈は有能なものの、なかなか仕事をしない脚本家としても有名だった。プロデューサーの赤坂透子はこれを見越して既に代わりの脚本家まで準備していたが、紗霧にBDを見せてもらって自分も『メルル』を気に入った正宗は、紗霧のためにも真希奈に脚本を担当してもらいたかった。
その後正宗の説得を聞き、赤坂が用意した「真希奈のライバル」からの挑発のビデオレターを見た真希奈は、和泉家に押しかけてきた。彼女曰くアニメの『世界妹』を成功させるには、生活力がない自分を養える家事スキルを持つ上に原作者でもある正宗と、『俺妹』のヒロインのモデルである紗霧が共に住むという、理想的な環境である和泉家に住む必要があるという。そこで正宗は以前から紗霧と相談していたこと、すなわち京香にも家族として同居してもらうことにして、和泉家で京香と真希奈が暮らしはじめた。
正宗と紗霧の会話などに刺激を受けた真希奈は、やっと脚本の作業を進め始める。一方で『世界妹』のゲーム化企画なども進んでいたため、正宗はさまざまな仕事に忙殺される。そんな紗霧家の状況を知ったエルフと、夏休みに入ってからエルフの家に泊まっていたムラマサは、正宗の仕事や和泉家の家事を手伝う。
その日、エルフとムラマサは結局エルフの家に帰らず、正宗の部屋で寝落ちする一方、正宗は徹夜で仕事を続けていた。その光景を見た紗霧は、正宗がエルフとムラマサを部屋に泊めたこと以上に、正宗が無理をして連日徹夜で仕事をしていたことに怒る。そして正宗に、自分の部屋で暮らすよう要求する。

### 第8巻「和泉マサムネの休日」
紗霧により、半強制的に紗霧のベッドに寝かしつけられた正宗だが、目を覚ますと、同じベッドで紗霧も寝ていた。その光景をエルフが目撃して騒ぎとなる。仕事で編集部に行くという理由でその場を逃げた正宗だが、さらに仕事を増やして帰る羽目になった。当然怒る紗霧たちに対し、正宗は自分と一緒にみんなにも一週間だけ頑張ってほしい、そのあと休みを取ると頼み込んだ。さらに正宗は紗霧に、ちゃんと寝て体調管理をすることなどを誓う。その結果皆の協力を得て、ゲームシナリオ監修、小説新刊執筆、アニメ脚本執筆などの締め切りが詰まった怒濤の一週間を無事に乗り切った。
久し振りの休みを正宗は、以前からの女友達である高砂智恵お勧めのラノベを読んだり、紗霧たちと昔話をしたりしてゆったり過ごす。その中で正宗は、かつて実の両親が離婚し、ショックで小学校に行かなくなった紗霧が正宗のウェブ小説を読んだこと、そして正宗とメールでやりとりしたことが切っ掛けで再び学校に行くようになったことを聞く。それは、感想と一緒に絵を送ってきた、正宗の小説の最初のファンが紗霧だったことを意味していた。またこれは「プロの小説家になる」と言い出した正宗の小説に「本気の絵を描いて一緒に本を作る」ため母親から絵を教わるようになった、絵描きとしての紗霧の始まりの物語でもあった。
昔話が終わると紗霧は、正宗とは兄妹、家族ではなく別の関係になりたいと思っていたと言いかける。その言葉を遮った正宗は、自分はどうしても家族がほしいと言って、紗霧にプロポーズする。

### 第9巻「紗霧の新婚生活」
紗霧は、年齢的に結婚はできないと答えつつも、かつて正宗に語った自分の「好きな人」とは正宗のことだと打ち明け、「いつか、私をお嫁さんにしてください」と返事し、恋人同士になった。だがエルフとムラマサはそのことを正宗より告げられても全く動じず、それぞれ将来的には自分が正宗を手に入れると言い、また。正宗の仕事が山場を超えたため、エルフの家に戻っていった。さらに京香は仕事で数日家を空けることになり、やる気を出した真希奈も、会社に泊まり込んで仕事すると言って自ら出ていった結果、和泉家は以前のように正宗と紗霧だけが暮らす状態になった。その中で紗霧は“普通の生活”ができるよう正宗に助けられつつ、運動や家事、外出などの練習を始める。
やがて京香が帰ってくると、正宗と紗霧は自分たちの関係を報告するが、京香はふたりの交際も結婚も認められないと言う。理由は話したがらなかった京香だが、正宗と紗霧が踏み込むと「私が、貴方たちの両親を殺したから」だと語り出した。京香の年の離れた兄で、正宗の父である和泉虎徹は、虎徹の妻近藤志保（旧姓）の事故死の後、当初その気が無かった虎徹に再婚を薦めたのが自分だったと話す。その結果初代『エロマンガ先生』こと紗霧の実母と再婚したが、結果ふたりは新婚旅行で事故死した。ゆえに自分が正宗と紗霧の両親を殺したのと同じである、自分が良かれと思ってやったことはすべて裏目に出るから正宗たちを祝福できない。そんな自分を正宗たちが恨むのは当然だが、もう自分は和泉家には近寄らないから安心するようにと言って、家を出る。
だが正宗たちは、京香が自分を責めるのはわかるが、同時に自分たち子供がいた関係で両親の旅行が事故が起こる日になったと思っていたこと、さらに京香がいなかったら正宗と紗霧は出会えなかったことを指摘する。
正宗と紗霧は、家に連れ戻した京香より、“まだ”正宗と紗霧の交際は許可できない、なぜならふたりには、自分よりも先に報告すべき相手がいるからだという。そこで紗霧は、墓参りのため来年のお盆までには外に出られるよう頑張ると言い、そんな紗霧に、正宗は婚約指輪を渡した。

### 第10巻「千寿ムラマサと恋の文化祭」
9月、正宗はムラマサの父である麟太郎に突然呼び出され、ムラマサの新作小説を読まされる。その小説は未完だったが「中学生の女の子が、婚約者のいる年上男性と恋愛をする」という、まさにムラマサや正宗をモデルにした内容であり、さらに麟太郎と正宗が「やばい」と表現し、後に正宗から奪った原稿を読んだ紗霧が変な属性に目覚めそうになるほどの官能描写もあるものだった。
正宗と麟太郎がこの小説について話していたところ、書いた張本人であるムラマサが、打ち合わせをしていた神楽坂を連れて帰宅してきた。ムラマサは、完成したらあらためてこの小説を正宗に読んで欲しいと頼んできた。一方の神楽坂は、「大ヒット間違いなし」なこの本の出版を麟太郎に許可してもらうため梅園家に来たという。麟太郎は「娘の恋文」を世間に曝すことに反対するが、神楽坂は食い下がり、小説が完成するまで話は保留となった。
またムラマサは、素敵な恋愛小説を書くための参考に、自分と一緒に文化祭を一緒にまわってほしいと正宗に頼んできた。その結果、10月の文化祭一般公開1日目、正宗とエルフ、そして（タブレットPC越しの）紗霧はラマサの学校を訪れ、ムラマサのクラスの模擬店を訪れたり、ムラマサと共に他のクラスや部活の展示物を見に行ったりする。
翌日の文化祭最終日、正宗は約束していたムラマサの小説を読むべく、改めてひとりでムラマサの学校を訪れる。彼はムラマサより、感想などはいらないからただ読んで欲しいと言われて渡された、出来上がったばかりの原稿を読む。その後ムラマサは、マサムネの小説との出会い、正宗本人との出会いなどを語って、改めて正宗のことが大好きだと告白。それに対して正宗は、自分もムラマサが大好きだが、もっと好きな人がいると告げる。その言葉を予期していたムラマサは静かに受け止める。
翌日正宗は麟太郎からの電話で、神楽坂が熱望していたあの小説の書籍化はできなくなった、なぜなら原稿をムラマサが燃やしてしまったからと教えられる。そして、今は存在しないその小説の感想を聞かれた正宗は「世界で一番面白い、最高の青春小説」だったと答えた。

### 第11巻「妹たちのパジャマパーティ」
エルフが全裸で、正宗が寝る紗霧家のベッドに潜り込んできた。その光景を発見した紗霧は、エルフを全裸の状態のまま自室に連行し、また「浮気者！」と言って正宗を家から追い出す。
その結果、智恵のもとへと行った正宗は、「取材のための恋バナ集め」を兼ねて外出し、智恵や、先日の文化祭で知り合ったムラマサの幼馴染みである宇佐美鈴音たちと恋愛について話す。その中で正宗は、自分の紗霧に対する想いを語った。
その後、まだ紗霧は怒っているだろうかと恐れ恐れ帰宅した正宗だったが、実はスマホ越しに正宗の話を聞いていた紗霧はすっかり機嫌を良くし、正宗に甘えてくる。また自分も恋バナがしたいと言いだし、酔って帰宅してきた京香までもが「修学旅行の夜のような」恋バナがしたいと乗っかってきた。そこで紗霧は、自分と仲の良い女子を家に集めてお泊まり会をすることにする。
参加者達は皆はリビングに布団を敷いて寝転がり、正宗が自室に引き上げた後、互いに好きな人、好みのタイプ、恋愛観などについてのガールズトークを始める。最後に紗霧が正宗について語り出し、自分が一番正宗を愛しているから誰にもあげない、自分が正宗を幸せにすると宣言する。
翌日、正宗が挙動不審で自分を避けているような雰囲気を感じ取った紗霧だが、原因が思い当たらない。そこで紗霧は、女子高生が恋愛相談に乗るというWebサイトを見つけ、そのサイトの管理人“きりりん”とチャットする。一方、その日のアニメ脚本会議後、正宗は真希奈より月見里がんまというマンガ家を紹介される。彼女から、自分はいつのまにか既にいた彼氏より仕事を選んでいて結果フラれたこと、仕事と恋愛の両立は困難だという話などを聞く。だが正宗は、自分は常に紗霧を選ぶが、夢も恋も諦めないと決意を新たにする。
帰宅した正宗は夜、紗霧と話し合う。正宗は昨夜の女子会の時、アルミの手引きで密かにその場に紛れ込み、紗霧の話を聞いていたことを白状する一方、もし「自分たちの夢」が失敗したらと考えて怖くなってしまったため、今日は挙動不審になってしまったと語る。だが紗霧は、その恐怖は自分も抱えているから、何があっても互いに相手を幸せにしようと約束した。

### 第12巻「山田エルフちゃん逆転勝利の巻」
和泉家に乱入してきたエルフは紗霧に対し「（正宗との恋愛勝負で自分が勝つための）逆転の秘策」を語り出す。その一つ目が「紗霧の女子力を上げる」ことだった。さしあたり悪い話ではないため紗霧は応じ、エルフから料理、掃除、洗濯などを教わったり、エルフと服を交換したりする。
またエルフは「同人誌を作って冬コミに参加する」、さらに「紗霧の引きこもりを治す」と言った。次第に改善しつつある状態を見て、そろそろ大丈夫じゃないかとエルフに言われた紗霧は、正宗に抱きかかえられながらも、隣のエルフの家に辿りつき、外出に成功する。紗霧はそのまま正宗と共にエルフの家に泊まりながら、エルフやアルミと同人誌の作業を進める。
順調に同人誌作りが進む中、突然エルフの母親がやってきて、娘を拉致するように連れ帰ってしまう。アルミは、自己中心的な性格であるエルフの母親は「娘の幸せのために」婚約者候補と引き合わせようとエルフを連れて行ったらしいと説明する。
正宗たちは、「友人」であるエルフの意思を完全に無視したこの事態に苛立つ。そして正宗、さらには必死になって皆について行くことに決めた紗霧までも、エルフの実兄である山田クリスの車に乗って後を追い、エルフおよびその母親と対面する。エルフの母は正宗に恋愛観、人生観などを尋ねた結果、正宗のことを「既にいる好きな人から、決して心変わりしない人物」と判断する。
だがエルフは、母親が「勝ち目がない」と断言した恋愛勝負に自分が勝つ根拠を示す。曰く、「紗霧の幸せが自分の幸せ」と正宗は言っているから、自分の方が紗霧を幸せにできると証明することで、正宗も紗霧も自分のものにできる、正宗は、最後には幸せな紗霧を見て自分に屈服すると予言し、そのために今までの行動を取ってきたと明かす。エルフの母親は、娘とそのやり方を応援すると言って帰国。その後正宗やエルフたちは同人誌も完成させ、無事コミケにも参加する。

## 登場人物

### 主要人物
和泉正宗（いずみ まさむね）
声 - 松岡禎丞
本作の主人公。高校1年生でライトノベル作家としても活動している。母親の死後、自分を心配する父親のためにも自分は幸せでなければならないと考えている。
父と、父の再婚相手である義母の死後、現在は義妹の紗霧と二人暮らしをしており、学生生活と仕事のかたわら、引きこもりの妹に代わって料理など家事全般も行う。好き嫌いが多い紗霧が食べられる食事を作るうちに、料理の腕はかなり上達している。一方で自らの料理やお菓子の好みは、やけに年寄りじみている。
父親の再婚相手である義母の連れ子として出会った紗霧に一目惚れし、異性として好意を寄せており、極度のシスコンでもある。彼女が床を叩く音で何を言っているのか把握できるという妙なスキルを持っている。
和泉マサムネ（いずみ マサムネ）
正宗のWeb小説投稿者時代からのペンネーム。中学入学とほぼ同時期にライトノベル新人賞の選考員奨励賞を受賞して作家デビューを果たす。バトルものを得意とし、また他のプロ作家と比較しても非常に速筆。一方で短編は苦手とし、企画書作成も苦手で、企画書を書くより早くできると小説そのものを書いてきて、全部読まなければならない編集を困らせる事もあった。第2巻時点での累計発行部数は22万部。
キャラクター設定
作者・伏見つかさは和泉正宗について「出来ることが多く、目的がハッキリしており、長く悩まないので、ギャグ小説向きの主人公だと思う」と語っている。
和泉紗霧（いずみ さぎり）
声 - 藤田茜
本作のヒロインの一人。正宗の義理の妹。銀髪碧眼の美少女で中学1年生。正宗と二人暮らしをしており、ご飯が欲しいときや用事があるときは床を叩いて鳴らすことで知らせている。風呂やトイレなど、部屋から出ざるを得ないとき以外は部屋に引きこもっている。引きこもり故に運動不足で、大声を出すだけで息切れする程体力がない。
エルフとデートに行った正宗に、女の子と一生デートしちゃダメと言う程嫉妬深く、自分以外の女の子と仲良くすることをよく思っていない。一方で、正宗の同業者で恋のライバルともなるエルフ、ムラマサと親しくなり「友達」と呼ぶようになる。
名前の由来は駆逐艦「狭霧」。
エロマンガ先生（エロマンガせんせい）
紗霧のペンネームで、「和泉マサムネ」作品のイラストを担当する。正確には「エロマンガ」までがペンネームである。小説では「エロマンガのブログ」、アニメでは「エロマンガ先生のお絵かきブログ『おぱんつのさきっぽ』」のタイトルでブログを運営する。時折動画サイトでお絵かき動画を配信しており、配信時には変声機と、自分が好きなアニメ『星くず☆うぃっちメルル』のお面をつけているほか、一人称が「オレ」になるなど口調も変わるため性別不詳になっている。
イラストレーターとしての情熱と集中力は人一倍で、自分の目で見たものしか描かないという主義。そのため、正宗の書く本のイラストには（自分と同じ）貧乳キャラしか出さないほか、よく正宗の指示を無視したキャラクターデザインを行う。人が傷つくのを見るのは嫌だという理由でバトル描写を描くのも苦手としていたが、その後これを克服するため特訓している。
キャラクター設定
作者によれば、元々「エロマンガ先生」と「和泉紗霧」は別キャラクターだった時期もあったが、最終的に男口調の友人「エロマンガ先生」と、引きこもりの妹「和泉紗霧」の2人の設定を合体させることによって、本作のヒロインが生まれたという。また、作者は和泉紗霧を「ストレートにかわいらしいキャラクター」と表現した上で、「今作は和泉紗霧の可愛らしさを様々な手法を用いるかつ紙面の大部分を使って、全力で表現しようというもの」であると語る。

### 作家・イラストレーター
山田エルフ（やまだ エルフ）
声 - 高橋未奈美
本作のヒロインの一人。和泉家の隣の家に住む、13歳（アニメでは14歳）のライトノベル作家の少女。自身の担当編集をする兄も持つ。金髪の巻き髪美少女でロリータファッションをしていることが多い。山田エルフはペンネームで、本名は「エミリー・グレンジャー」。実家は非常に裕福な家庭であり、自分で幸せを掴み素敵なお婿さんを見つける、またライトノベルで世界を制すると母親に言って家を出て、一人暮らしするようになる。
小学校低学年レベルの単純なかけ算を間違うほど、数学を壊滅的に苦手としているが、自分の本の外国語版を自分で翻訳して作成できるほどの語学力を持つ。またお嬢様としての教育を受けているため料理や家事も得意であり、花嫁修業と呼べるものはほぼマスターしている。いつも気丈に振る舞っているが、とても繊細な女の子。正宗から「エルフの小説の楽しさに救われた」と言われて以来、彼に対し好意を抱いており、度々アプローチをかけている。他人を気遣えないわけではなく時に状況を聡く察するが、かなり自己中心的なところがあり、よく思いつきで色々な企画などを正宗、ムラマサ、紗霧らを巻き込んでは実行している。
得意ジャンルはライトファンタジー、エッチなラブコメ、異世界トリップ。さぼり癖があるが、締切は一度も破らずに一定のペースで刊行している。第2巻時点での累計発行部数は220万部。
名前の由来は、作家「田中ロミオ」とレストラン「山田うどん」。
千寿ムラマサ（せんじゅ ムラマサ）
声 - 大西沙織
本作のヒロインの一人。正宗の年下の先輩作家。中学2年生。千寿ムラマサはペンネームで、本名は「梅園花」。外出するときはほとんど着物姿である。スタイルが良く、紗霧からは「えっちなカラダ」と表現されている。公の場では凜とした態度の和風美少女だが、プライベートでは父親の事を「パパ」と呼ぶなど、中学生の女の子らしい一面ものぞかせる。プロデビュー前のWeb作家時代から「和泉マサムネ」の大ファンで、正宗の書いた小説は全て保存しているという。
PCで原稿を打たずに原稿用紙に手書きするタイプで、いつネタが閃いてもいいようにと常に大学ノートを携帯しており、ネタが閃くと周囲が見えない程の凄まじい集中力でその場で執筆する。緻密な設定を作り込んだSF小説も書いたことがあるほか、正宗のWeb小説を読んでいたためパソコンは使えると辛うじて主張するが、先述の通り原稿は手書きのほか、携帯電話の類いを持っていなかったり、銀行のATMの使い方にすら苦労したりするなど、超アナログ人間。
得意ジャンルは学園異能バトル。数々の作品をアニメ化させるほどの大物ラノベ作家だが、自作の売り上げやメディアミックス展開などには無頓着でその売り上げや存在すらろくに把握していない。第2巻時点での累計発行部数は1450万部。
獅童国光（しどう くにみつ）
声 - 島﨑信長
正宗と同じ出版社で活動する二十歳の男性新人作家。爽やかイケメンと描写されている。趣味はお菓子作り。投稿小説のコンペ『ラノベ天下一武道会』で入賞し、入賞者同士で打ち上げをやりたいと希望した結果正宗と直接会い、以後は他に話が合う同年代の作家がいないということもあって、正宗と友人関係が続く。アルコールに弱くて酒に飲まれてしまうのが弱点で、和泉家のリビングで嘔吐したことがあるが、本人はそのことを全く覚えていない。編集者で年上の神楽坂あやめに恋心があるが全く相手にされていない。
草薙リュウキ（くさなぎ リュウキ）
正宗の先輩作家。著書『ぴゅあらぶ。』がアニメ化されている。同じ年代の男性作家同士として正宗や国光と交流がある。自作がアニメ化されたときには思い切り調子に乗り、また後輩にたかろうとするなど「ゲス」と表現される行動を取ることがあるが、実際には小心者で神経質な性格。ちゃらそうな外見や服装、言動ムラマサのことを「本物の作家」として尊敬し、自分は「偽物」だというが「偽物なりに読者を喜ばせるため」小説を書いていると語っている。
アメリア・アルメリア
エルフの小説挿絵を担当するイラストレーター。他にもマンガ、絵画などの方面でも活動している。愛称およびペンネームは「アルミ」。年齢は不明で、聞かれてもいつもはぐらかしている。紗霧の強い要望により、正宗の小説『世界で一番可愛い妹』のコミカライズを担当。同性愛者ではないが、性別を超えて幼馴染のエルフを愛していると公言している。かつては初代エロマンガ先生の弟子であった。また、エルフの実家であるグレンジャー家に家庭教師として雇われていた過去を持つ。
紗霧とは対照的に、「相手のイメージに合わせて絵を描くのが好き」なタイプで、同人誌にて正宗の挿絵を担当したときは、正宗から「イラストレーターとしての実力を持ってるもう一人の俺」が描いたようなイメージ通りのイラストを仕上げてくれたと評している。
エロマンガ先生G（エロマンガせんせいグレート）
アルミが、自分が本物のエロマンガ先生だとして紗霧に喧嘩を売り、決闘を申し込んだときの名前。後に『世界で一番可愛い妹』のコミカライズでもこの名義を使用する。

### 正宗・紗霧の友人
神野めぐみ（じんの めぐみ）
声 - 木戸衣吹
紗霧のクラスメイト。自己紹介での一人称は「めぐみん」。当初「複数の男性と関係を持っている」というニュアンスの発言をしたり下ネタ発言を繰り返していたが、実際はそういった経験はない。紗霧のクラスの学級委員長を務めている程、人脈豊富でクラスメイトを動かすことも安易としている。ライトノベルを「キモオタ小説」と呼んでいたが、智恵によるライトノベルの戦略的な推薦によって続きが読みたくなるほどハマってしまい、ラノベ愛読者になっている。
高砂智恵（たかさご ともえ）
声 - 石川由依
正宗の同級生。一人称は「ボク」。「たかさご書店」の看板娘で、正宗の職業を知る異性の友人。千寿ムラマサの大ファン。ラノベそのものの愛好家で、店のラノベコーナーを仕切っており、ラノベを馬鹿にされると怒る。正宗は店の常連客だが売り上げにシビアなため、商品の陳列で彼の作品をひいきすることはない。
正宗に好意を抱いているが、いつも冗談めかしラノベに例えて表現するほか、「ムネくんの作品が大ヒットして大儲けしたら、お嫁さんになってもいい」と発言したことがあるため、正宗からは「金目当て」と一蹴されている。

### 編集者
神楽坂あやめ（かぐらざか あやめ）
声 - 小松未可子
電撃文庫で正宗やムラマサ、獅童の担当編集を務める女性。多数のヒット作を抱えるが、「作品のため」などという名目で作家の個人情報を別の作家に流したり平気で前言を翻したり、作家本人に無断でインタビュー記事を捏造したりイベント出演を決定したりするなど胡散臭い性格をしている。親がムラマサの父親・梅園麟太郎と親しかったため、麟太郎からも「あやめちゃん」と呼ばれるなど親しい。
山田クリス（やまだ クリス）
声 - 山下誠一郎
フルドライブ文庫のエルフの担当編集でエルフの実兄。血液型はAB型。本物のエルフのような容姿のイケメン。エルフのサボり癖に悩んでおり、よくサボったり調子に乗ったりするエルフに、時に鉄拳制裁を与えたり、エルフを拉致し缶詰にして原稿を描かせたりするなど容赦ない。だが妹の幸せを願っている。母親と不和になって家を出たらしい描写があり、早々に実家を出たため母親の期待や教育などは妹に集中することになったため、負い目を感じているがゆえ可能な限り妹のエルフの好きにさせたいと考えているらしい。

### 家族・親族
和泉虎徹（いずみ こてつ）
声 - 中村悠一
正宗の実父で、京香の兄。妻を亡くし、正宗が14歳の時に紗霧の母と再婚した。正宗の実母とは幼馴染みであった。正宗が小説家を目指そうと思い立った時に発した言葉が、亡くなった妻がかつて言った言葉と同じような感じであったため、その際は苦笑していた。京香からは兄妹以上の想いを抱かれているが、気付いていなかった。
先の妻の志保と死別した後、出版関係の仕事（ラノベとは無関係）をしていた関係で、イラストレーターだった紗霧の母と出会い、互いに片親でひとり子供がいるという似たような境遇により意気投合。その後京香に勧められて再婚する。だが、子供たちをおいての新婚旅行中に、妻と共に事故死。
初代・エロマンガ先生（しょだい・エロマンガせんせい）
声 - 井口裕香
紗霧の実母で、本名は現時点では不明。イラストレーターで、アルミの師でもあった。趣味の活動においてエッチな絵を描いていたことから『エロマンガ先生』と呼ばれ、後に娘である紗霧の要望から、紗霧にも絵の描き方を教え、『エロマンガ先生』というペンネームを譲っている。だが、夫（紗霧の実父）はその卑猥なイラスト活動に嫌悪感を抱き、価値観の違いから離婚にいたった。その後仕事の関係で正宗の父である虎徹と出会い、再婚。だが新婚旅行中に夫と共に事故死した。
遠慮せずに自分の好意を直接相手にぶつけてくるような性格などは、正宗の実母である志保に似ていたと、正宗も京香も感じたという。そのためもあってか、正宗も彼女のことを「母さん」とすぐ受け入れたらしい。義妹の京香との関係も良好だった。
和泉京香（いずみ きょうか）
正宗の父方の叔母。正宗の父である虎徹にとって、年の離れた実妹。血液型はA型。正確な年齢は不詳だが20代であやめより年下。正宗と紗霧の保護者として、2人に対し厳格に接する。硬い表情と厳しい口調により正宗と紗霧より恐れられていたが、内心は正宗と紗霧のことを大切に想っているものの、不器用なためうまく接することができないでいた。
正宗の前で、よく彼の父である虎徹とケンカしていたため、幼い正宗からは「怖い叔母」というイメージをもたれていたが、実際には初恋の相手が虎徹だったというほどのブラコンで、兄の結婚式の時には反対し駄々をこねて泣き出したほど。中学校卒業までは、兄に褒められたツインテールの髪型をしており、「かわいい」と紗霧が写真を保存しているほど。
近藤志保（こんどう しほ）
虎徹の最初の妻で、正宗の実母。近藤は旧姓。もともと虎徹の幼馴染みで、彼を「テッちゃん」と呼んでおり、両親がおらず親戚の家をあちこち移動していたという家庭環境のため、虎徹と京香はよく引っ越ししていたが、ふたりがどこに行ってもいつも会いに行っていたという。
幼少時から料理が得意で、後に料理研究家となりテレビ番組にも出演した。和泉家のキッチンの設備が充実しているのは彼女の影響。京香からは兄を巡っての激しいライバル意識を向けられていたが、どんなに突っかかられても「好きな人の妹だから京香ちゃんも好き」と好意で返す鷹揚な人だった。
正宗が小学5年生の時、交通事故で死去。現在は正宗からは「お袋」と呼ばれている。
梅園麟太郎（うめぞの りんたろう）
千寿ムラマサ（梅園花）の父親。自作が大河ドラマになっているほどの時代小説の大家。娘を溺愛しており、花が好意を寄せる正宗を敵視していたがその後は態度をやや軟化させ、「他に恋人がいる相手に恋愛する娘」を見守るような立場になっている。娘との共通の話題欲しさに『小説家になろう』に投稿を行っているが、玄人過ぎてどうしても劇画調な渋すぎる内容になってしまっている。
娘のムラマサが超アナログ人間であるのに対し、自身は原稿をパソコンのワープロソフトで書き、さらにクラウドも使うなど、現代テクノロジーに対応している。また自分の小説、自分が好きな小説に全てを捧げるような娘とは対照的に、大作家でありながら「小説とは数ある娯楽のうちのひとつに過ぎない」と、小説に対してドライな態度を見せる一面を持つ。
エルフの母親
声 - 大原さやか
山田エルフの母親。アニメOVAで先行登場し、原作では第12巻から登場。自分勝手さなどが強く、エルフがそのまま大人になったような印象を受ける女性。死別した夫の遺言「子供たちを幸せにしてほしい」を実現しようと「娘のために」とエルフの婚約者を勝手に決めて彼女を実家に連れ戻そうとしており、家族愛は強いが娘同様に自己中心的な考えを持つ。

### アニメスタッフ
赤坂透子（あかさか とうこ）
若くして多数の実績を持つ敏腕女性プロデューサー。正宗の著書『世界で一番可愛い妹』がアニメ化した際のプロデューサーも担当した。過去に『俺の妹がこんなに可愛いわけがない』においても登場した大ヒットアニメ『星くず☆うぃっちメルル』のプロデューサーを務めた。リアリストで、真希奈の脚本家としての才能は認めつつも、その問題のある性格から彼女を「クズ」と評し、彼女が仕事をしなかった場合の対策を事前に整えていた。
雨宮静枝（あまみや しずえ）
アニメ『世界で一番可愛い妹』の監督を務める女性。以前『星くず☆うぃっちメルル』の監督を務めた。口数は少なく、大人しい感じで話すが、敏腕として知られている。
葵真希奈（あおい まきな）
アニメ『世界で一番可愛い妹』のシリーズ構成・脚本を担当する女性。眼鏡っ娘で巨乳だが、怠惰な生活ゆえやや太り気味らしい。趣味はソーシャルゲームと昼寝。社長令嬢でもある。過去には『星くず☆うぃっちメルル』の脚本を務めた。
言動は軽薄かつ野次馬根性旺盛で、和泉家で日々起こる騒動を創作の糧にするという名目で楽しそうに観察する。

### その他
夏目綾（なつめ あや）
めぐみの友人の一人。11歳。眼鏡っ娘で、ラノベ作家志望。正宗やリュウキ、国光が合コンを行った際、参加者としてめぐみが連れてきた。第9巻でリュウキから人違いでエロ自撮りを要求される被害に遭い、許す条件として彼への弟子入りを志願する。
白鳥 揚羽（しらとり あげは）
めぐみの友人の一人。8歳。めぐみ曰く、「友人の中では一番モテる」らしい。綾と同じく、合コンに参加する。国光の大ファン。
宇佐美鈴音（うさみ すずね）
千寿ムラマサ（梅園花）のクラスメイトで幼馴染み。花が通う女子校の文化祭を訪れた正宗やエルフに対し、花とは親友で、他のクラスメイトも昔から花を知っている者が多いため仲が良いことを伝え、正宗のために頑張る花をサポートした。
月見里がんま（やまなし がんま）
人気漫画『陽光のヴァンパイア』の女性作者。葵真希奈とは良きライバル関係にある。
きりりん
紗霧が恋の悩みを相談したネット上のサイト『きりりんの恋愛♥人生相談室』の管理人。

## 用語

### 作中の小説・漫画
『〈転生の銀狼〉シリーズ』（てんせいのぎんろうシリーズ）
和泉マサムネ（著）、エロマンガ先生（挿絵）。学園異能バトルもので、和泉マサムネにとって初のシリーズ完結作品である。
『世界で一番可愛い妹』（せかいでいちばんかわいいいもうと）
和泉マサムネ（著）、エロマンガ先生（挿絵）、略称は『世界妹（セカイモ）』。
コミカライズに始まり、アニメや携帯ゲームADV、ソーシャルゲームなどメディアミックス企画が進行している。
各巻冒頭は、登場キャラクターの会話による前巻のおさらいから始まる。
『ブラックソード』
和泉マサムネ（著）、エロマンガ先生（挿絵）。和泉マサムネのデビュー作。打ち切りとなっている。
『勇者マサムネの冒険』（ゆうしゃマサムネのぼうけん）
和泉マサムネの処女作・ネット小説。ゲーム『テイルズ オブ ファンタジア』を原作とする二次創作小説。
『爆炎のダークエルフ』（ばくえんのダークエルフ）
山田エルフ（著）、アルミ（挿絵）。異世界ラブコメもので、アニメ化もされている。アニメBDは3万枚売り上げた。
『幻想妖刀伝』（げんそうようとうでん）
千寿ムラマサ（著）。ムラマサの代表作で略称は『幻刀』。学園異能バトルもの。ムラマサ曰く250巻までは構想が出来上がっているとのこと。
2度のアニメ化もされているが、アニメにはムラマサは全く関わっていないため、内容は原作からかなり変わっており、実際に見たムラマサが当初気づかなかったほど。
アニメ作中イラスト（ラノベパッケージ制作協力）は、緒方剛志が担当している。
『ぴゅあらぶ。』
草薙リュウキ（著）、アニメ化され、『爆炎のダークエルフ』と同時期に放送されたが、BDの売り上げは振るわなかった。
『陽光のヴァンパイア』
月見里がんま（作）のバトル漫画。『世界で一番可愛い妹』と同じ時期にアニメが放送される。

### 作中のアニメ
『星くず☆うぃっちメルル』（ほしくず☆うぃっちメルル）
赤坂透子がプロデューサーを、雨宮静枝が監督を、葵真希菜が脚本を務めた、大人気アニメ。作者の前作『俺の妹がこんなに可愛いわけがない』においても同名のアニメ作品が登場した。

## 制作背景
作者・伏見つかさは前作『俺の妹がこんなに可愛いわけがない』の完結後に少し休養を挟もうと考えていたが、担当編集の熱心な説得で奮起し、間をあけることなく本作の出版に踏み切っている。ジャンルについては前作執筆時の段階で「次回作も妹ものなんだろうな」と感じており、本作の企画段階でも編集サイドから「妹もの」を提案されたという。
「電撃文庫 秋の祭典2013」にて本作のタイトルが発表されたが、作者によればタイトルを冗談だと思っていた人が多かったらしく、同業者の友人にも「直前でタイトルを変えるんだろう？」と言われていた。タイトルの由来について、作者は前作同様にヒロインを象徴するようなタイトルに決めていたという。
作中の登場人物には前作同様に明確なモデルはいないとのこと。また、作中では他の電撃文庫作品の名前が登場することについて、作者は「実際の作品名を出したほうが、読者の共感を得られると思った。基本的には許可をいただいた上で、自身が大好きな作品だけ名前を登場させている」と述べている。

## 既刊一覧

### 小説
| 巻数 | タイトル                                             | 初版発行日（発売日）   | ISBN              |
| ---- | ---------------------------------------------------- | ---------------------- | ----------------- |
| 1    | エロマンガ先生 妹と開かずの間                        | 2013年12月10日（同日） | 978-4-04-866081-5 |
| 2    | エロマンガ先生2 妹と世界で一番面白い小説             | 2014年5月10日（同日）  | 978-4-04-866531-5 |
| 3    | エロマンガ先生3 妹と妖精の島                         | 2014年10月10日（同日） | 978-4-04-866937-5 |
| 4    | エロマンガ先生4 エロマンガ先生VSエロマンガ先生G      | 2015年3月10日（同日）  | 978-4-04-869334-9 |
| 5    | エロマンガ先生5 和泉紗霧の初登校                     | 2015年9月10日（同日）  | 978-4-04-865381-7 |
| 6    | エロマンガ先生6 山田エルフちゃんと結婚すべき十の理由 | 2016年3月10日（同日）  | 978-4-04-865808-9 |
| 7    | エロマンガ先生7 アニメで始まる同棲生活               | 2016年8月10日（同日）  | 978-4-04-892249-4 |
| 8    | エロマンガ先生8 和泉マサムネの休日                   | 2017年1月10日（同日）  | 978-4-04-892597-6 |
| 9    | エロマンガ先生9 紗霧の新婚生活                       | 2017年6月9日（同日）   | 978-4-04-892950-9 |
| 10   | エロマンガ先生10 千寿ムラマサと恋の文化祭            | 2018年7月10日（同日）  | 978-4-04-893914-0 |
| 11   | エロマンガ先生11 妹たちのパジャマパーティ            | 2019年1月10日（同日）  | 978-4-04-912198-8 |
| 12   | エロマンガ先生12 山田エルフちゃん逆転勝利の巻        | 2019年11月9日（同日）  | 978-4-04-912892-5 |
| 13   | エロマンガ先生13 エロマンガフェスティバル            | 2022年8月10日（同日）  | 978-4-04-914493-2 |

### 漫画

#### 本編
KADOKAWAの『月刊コミック電撃大王』にて、2014年7月号から2021年7月号まで連載。
| 巻数 | タイトル          | 発売日         | ISBN              |
| ---- | ----------------- | -------------- | ----------------- |
| 1    | エロマンガ先生 1  | 2014年11月10日 | 978-4-04-866922-1 |
| 2    | エロマンガ先生 2  | 2015年5月9日   | 978-4-04-865087-8 |
| 3    | エロマンガ先生 3  | 2016年1月9日   | 978-4-04-865518-7 |
| 4    | エロマンガ先生 4  | 2016年8月10日  | 978-4-04-892172-5 |
| 5    | エロマンガ先生 5  | 2017年3月10日  | 978-4-04-892718-5 |
| 6    | エロマンガ先生 6  | 2017年10月7日  | 978-4-04-893431-2 |
| 7    | エロマンガ先生 7  | 2018年6月9日   | 978-4-04-893849-5 |
| 8    | エロマンガ先生 8  | 2019年2月9日   | 978-4-04-912351-7 |
| 9    | エロマンガ先生 9  | 2019年11月9日  | 978-4-04-912837-6 |
| 10   | エロマンガ先生 10 | 2020年6月10日  | 978-4-04-913234-2 |
| 11   | エロマンガ先生 11 | 2021年2月10日  | 978-4-04-913660-9 |
| 12   | エロマンガ先生 12 | 2021年9月10日  | 978-4-04-913990-7 |

#### スピンオフ
KADOKAWAの『月刊コミック電撃大王』にて、2018年9月号から2020年1月号にかけて、山田エルフを主役としたスピンオフ作品『エロマンガ先生 山田エルフ大先生の恋する純真ごはん』が連載。
| 巻数 | タイトル                                            | 発売日        | ISBN              |
| ---- | --------------------------------------------------- | ------------- | ----------------- |
| 1    | エロマンガ先生 山田エルフ大先生の恋する純真ごはん 1 | 2019年2月9日  | 978-4-04-912352-4 |
| 2    | エロマンガ先生 山田エルフ大先生の恋する純真ごはん 2 | 2019年8月10日 | 978-4-04-912705-8 |
| 3    | エロマンガ先生 山田エルフ大先生の恋する純真ごはん 3 | 2020年2月10日 | 978-4-04-913023-2 |

### 公式アンソロジー
電撃コミックスNEXTより販売されている公式アンソロジー。作画はたいしょう田中、大堀ユタカ、くみちょうほか。
| タイトル                                | 初版発行日（発売日）  | ISBN              |
| --------------------------------------- | --------------------- | ----------------- |
| 公式コミックアンソロジー エロマンガ先生 | 2017年3月10日（同日） | 978-4-04-892784-0 |

伏見つかさ10周年プロジェクトによる公式アンソロジー。
| タイトル                                      | 発売日                                 | JANコード／ISBNコード |
| --------------------------------------------- | -------------------------------------- | --------------------- |
| 俺の妹がこんなにエロマンガなわけがない        | 2016年10月8日（2016年10月2日先行販売） | 4942330094365         |
| もっと!俺の妹がこんなにエロマンガなわけがない | 2017年3月27日（2017年3月12日先行販売） | 4942330099506         |

## 多数決ドラマ
2015年11月28日からニコニコ生放送で、電撃文庫×niconicoのメディアミックス企画「多数決ドラマ」の第一弾「俺の妹がこんなに可愛いわけがない featuring エロマンガ先生」が放送された。
また、電撃文庫秋の祭典2016のサテライトステージにおいて、再度配信された。

## アニメ
テレビアニメ
TOKYO MX、BS11ほかにて2017年4月から6月まで放送された
OVA
2019年1月16日より「エロマンガ先生OVA」のタイトルで、2話構成で発売された。